# Angela D. Friederici

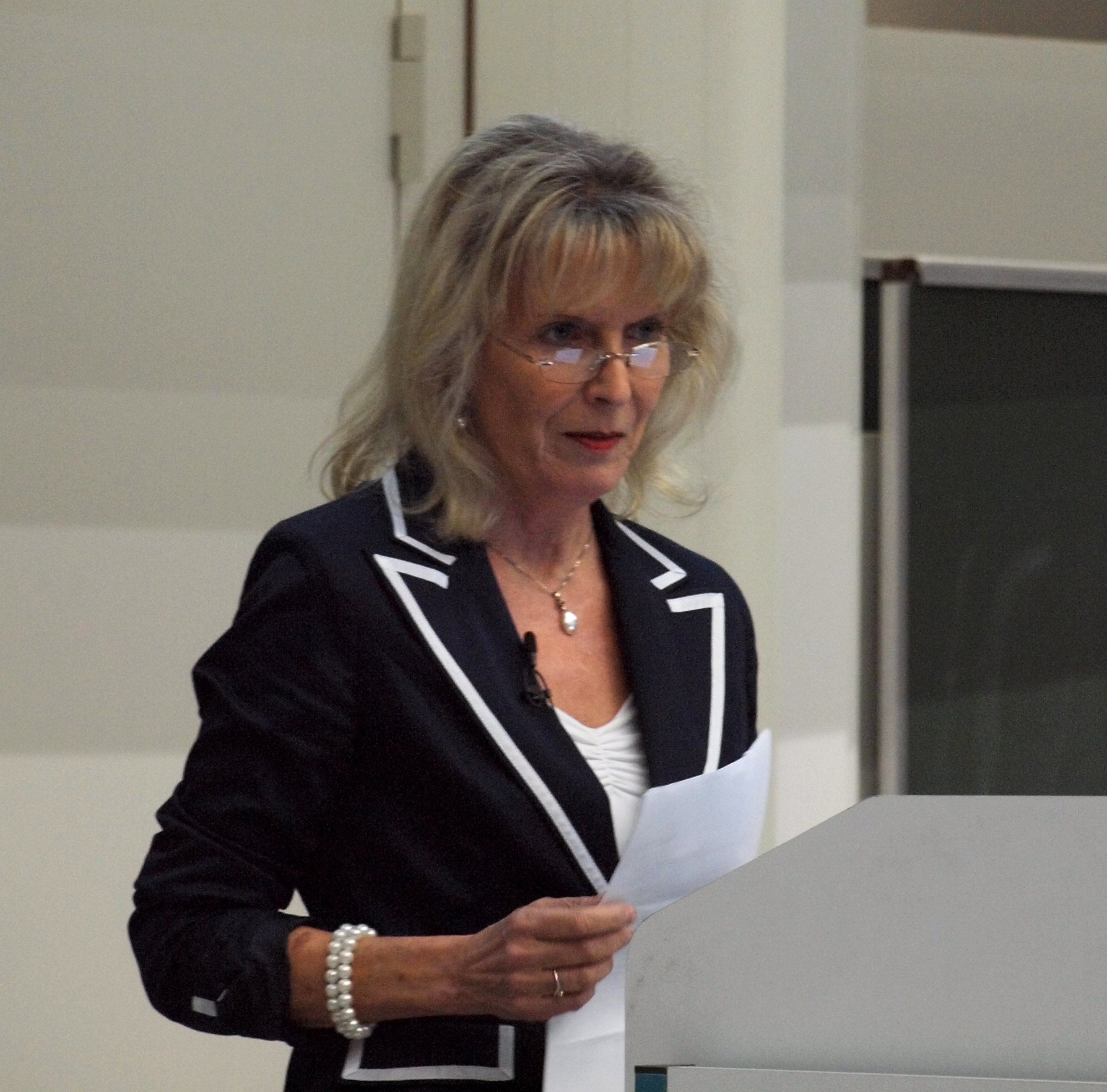
Angela Friederici bei einem Vortrag im Rahmen ihrer Stiftungsprofessur in Mainz, Mai 2010

Angela Dorkas Friederici (* 3. Februar 1952 in Köln) ist eine deutsche Neuropsychologin und Direktorin der Abteilung Neuropsychologie am Max-Planck-Institut für Kognitions- und Neurowissenschaften in Leipzig. Von Juni 2014 bis Juni 2020 war sie Vizepräsidentin der Max-Planck-Gesellschaft.

## Leben
Von 1970 bis 1976 studierte sie in Bonn und Lausanne (Schweiz) Germanistik, Romanistik, Sprachwissenschaft sowie Psychologie. An das Germanistik-Studium anschließend promovierte sie 1976 an der Universität Bonn. Ihr von 1975 bis 1980 anschließendes Psychologie-Studium an der Rheinischen Friedrich-Wilhelms-Universität Bonn schloss sie mit dem Diplom ab.
Nach Forschungsaufenthalten am Department of Psychology des Massachusetts Institute of Technology (MIT) in Cambridge (USA), Department of Neurology der Boston University School of Medicine (USA), Université René Descartes, Laboratoire de Psychologie Experimentale in Paris und am Max-Planck-Institut für Psycholinguistik in Nijmegen (Niederlande) habilitierte sie sich 1986 an der Justus-Liebig-Universität Gießen und wurde 1989 als Professorin für das Fachgebiet Psychologie mit Schwerpunkt Kognitionswissenschaft an die Freie Universität Berlin berufen. 1991 lehnte sie einen Ruf der Philipps-Universität Marburg ab.
Seit 1994 ist sie Gründungsdirektorin und Wissenschaftliches Mitglied am Max-Planck-Institut für neuropsychologische Forschung in Leipzig (heute Max-Planck-Institut für Kognitions- und Neurowissenschaften). Von 1996 bis 2007 war sie Direktorin des Zentrums für Kognitionswissenschaften der Universität Leipzig. Sie hat Honorarprofessuren an der Universität Leipzig (Psychologie), der Universität Potsdam (Linguistik) und der Charité Universitätsmedizin Berlin (Medizin) inne. Sie ist Mitglied namhafter nationaler und internationaler wissenschaftlicher Akademien und Beiräte.
Ihre Forschungen betreffen vor allem die Neurokognition der Sprache und den Spracherwerb. 2018 legte sie Studien vor, die die Theorie der Universalgrammatik von Noam Chomsky erstmals empirisch stützen.

## Forschungsschwerpunkte
- Neurokognition der Sprache
- Neuronale Basis der Sprachverarbeitung
- Neurobiologie des Spracherwerbs

## Auszeichnungen und Mitgliedschaften
- 1979: Forschungsstipendium der Max-Planck-Gesellschaft zur Förderung der Wissenschaften
- 1987: Heisenberg-Stipendium der Deutschen Forschungsgemeinschaft (DFG)
- 1990: Alfried Krupp-Förderpreis der Alfried Krupp von Bohlen und Halbach-Stiftung
- 1993: Berufung zum Mitglied der Berlin-Brandenburgischen Akademie der Wissenschaften
- 1997: Gottfried Wilhelm Leibniz-Preis der Deutschen Forschungsgemeinschaft (DFG)
- 1999: DaimlerChrysler-Stipendium am Wissenschaftskolleg zu Berlin
- 2000: Berufung zum Mitglied der Leopoldina, Nationale Akademie der Wissenschaften[4]
- 2007: Berufung zum Mitglied der Academia Europaea
- 2010: Johannes Gutenberg-Stiftungsprofessur der Johannes Gutenberg-Universität Mainz
- 2010: Forschungsstipendium des Center for Advanced Study der Stanford University, USA
- 2011: ERC Advanced Grant des European Research Council
- 2011: Carl-Friedrich-Gauß-Medaille der Braunschweigischen Wissenschaftlichen Gesellschaft
- 2011: Ehrendoktorwürde der Universität Mons, Belgien
- 2018: Wilhelm-Wundt-Medaille
- 2018: Sächsischer Verdienstorden
- 2021: Huttenlocher Award der Flux Society

## Sonstige Funktionen
- 1982–1985: Max-Planck-Gesellschaft: Mitglied des Wissenschaftlichen Rates
- 2002–2009: Max-Planck-Gesellschaft: Mitglied des Senats
- 2006–2009: Max-Planck-Gesellschaft: Vorsitzende des Wissenschaftlichen Rates
- 1994–1998: Berlin-Brandenburgische Akademie der Wissenschaften: Mitglied des Vorstands
- 2005–2007: Berlin-Brandenburgische Akademie der Wissenschaften: Vizepräsidentin
- 1996–2001: Deutsche Forschungsgemeinschaft: Mitglied des Senats
- 2003–2010: Bundesministeriums für Bildung und Forschung (BMBF): Mitglied des Gesundheitsforschungsrates
- 2011–2012: Einstein-Stiftung Berlin: Stellvertretende Vorsitzende der Wissenschaftlichen Kommission
- 2012–2015: Einstein-Stiftung Berlin: Vorsitzende der Wissenschaftlichen Kommission
- 2014–2016: Berlin-Brandenburgische Akademie der Wissenschaften: Mitglied des Vorstands
- 2014–2020: Max-Planck-Gesellschaft: Vize-Präsidentin

## Werke
- Language in our brain. The origins of a uniquely human capacity. Cambridge, MA: MIT Press, 2017.
- Maess, B., Mamashli, F., Obleser, J., Helle, L., & Friederici, A. D. (2016): Prediction signatures in the brain: Semantic pre-activation during language comprehension. Frontiers in Human Neuroscience, 10, 591.
- mit R. C. Berwick, N. Chomsky, J. J. Bolhuis: Evolution, brain and the nature of language. In: Trends in Cognitive Sciences 17, 2013, S. 89–98.
- mit H.-A. Jeon: Two principles of organization in the prefrontal cortex are cognitive hierarchy and degree of automaticity. In: Nature Communications 4:2041, 2013. doi:10.1038/ncomms3041
- The cortical language circuit: From auditory perception to sentence comprehension. In: Trends in Cognitive Sciences 16, 2012, S. 262–268.
- The brain basis of language processing: From structure to function. In: Physiological Reviews 91, 2011, S. 1357–1392.
- The neural basis of language development and its impairment. In: Neuron 52, 2006, S. 941–952.
- Towards a neural basis of auditory sentence processing. In: Trends in Cognitive Sciences 6, 2002, S. 78–84.
- Man muss unbedingt aufpassen, dass man sich nicht dazu hinreißen lässt, Antworten zu geben, obwohl man sie noch nicht hat – in Matthias Eckoldt Kann das Gehirn das Gehirn verstehen?, Carl-Auer-Verlag, 2013

## Video
- Video zu Angela D. Friedericis Forschung (Latest Thinking)